# Diocesi di Ribe
La diocesi di Ribe (in danese: Ribe Stift) è una diocesi della chiesa di Danimarca. La sede vescovile è presso la cattedrale di Nostra Signora, a Ribe, nel Syddanmark, Danimarca. L'attuale vescovo della diocesi è Elof Westergaard.

## Storia
La diocesi di Ribe è stata costituita nel 948. In seguito alla Riforma del 1536, la diocesi è stata sostituita da una diocesi luterana. Nel 1922 la parte settentrionale e occidentale della diocesi sono state ceduta alla diocesi di Viborg. Oggi la diocesi è suddivisa in otto decanati.

## Vescovi di Ribe
- Val : ca 1043~1060
- Odder : 1060~1085
- Gerold : 1085~1122
- Thore : 1122~1134
- Nothold : 1134~11??
- Asger : 11??~1142
- Elias : 1142~1162
- Radulf: 1162~1171
- Stephan : 1171~1177
- Omer : 1178~1204
- Oluf : 1204~1214
- Tuve : 1214~1230
- Gunner : 1230~1246
- Esger : 1246~1273
- Tyge : 1273~1288
- Christian : 1288~1313
- Jens Hee : 1313~1327
- Jakob Splitaf : 1327~1345
- Peder Thuresen : 1345~1364
- Mogens Jensen : 1365~1369
- Jens Mikkelsen : 1369~1388
- Eskil : 1389~1409
- Peder Lykke : 1409~1418
- Christiern Hemmingsen : 1418~1454
- Henrik Stangenberg : 1454~1465
- Peder Nielsen Lodehat : 1465~1483
- Hartvig Juel : 1483~1498
- Iver Munk : 1499~1536
- Johann Wenth : 1537~1541
- Hans Tausen : 1541~1561
- Poul Madsen : 1562~1569
- Hans Laugesen : 1569~1594
- Peder Jensen Hegelund : 1595~1614
- Iver Iversen : 1614~1629
- Jens Dinesen Jersin : 1629~1634
- Hans Brorchardsen : 1635~1643
- Erik Monrad : 1643~1650
- Peder Jensen Kragelund : 1650~1681
- Christen Jensen Lodberg : 1681~1693
- Ancher Anchersen : 1693~1701
- Christian Muus : 1701~1712
- Johannes Ocksen : 1712~1713
- Laurids Thura : 1713~1731
- Matthias Anchersen : 1731~1741
- Hans Adolf Brorson : 1741~1764
- Jørgen Bloch Carstens : 1764~1773
- Eiler Hagerup : 1773~1774
- Tønne Bloch : 1774~1786
- Stephan Middelboe : 1786~1811
- Victor Christian Hjort : 1811~1818
- Stephan Tetens : 1819
- Jens Michael Hertz : 1819~1825
- Conrad Daniel Koefoed : 1825~1831
- Nicolai Fogtmann : 1831~1833
- Tage Christian Müller : 1833~1849
- Jacob Brøgger Daugaard : 1850~1867
- Carl Frederik Balslev : 1867~1895
- Carl Viggo Gøtzche : 1895~1901
- Peter Gabriel Koch : 1901~1922
- Oluf Peter Kirstein Vogn Olesen : 1923~1930
- Søren Westergaard Mejsen : 1930~1939
- Carl Immanuel Scharling : 1939~1949
- Morten Christian Lindegaard : 1949~1956
- Henrik Dons Christensen : 1956~1980
- Helge Skov : 1980~1991
- Niels Holm : 1991~2003
- Elisabeth Dons Christensen : 2003~2014
- Elof Westergaard: 2014